# 史蒂文·福特
史蒂文·梅格斯·福特（英語：Steven Meigs Ford，1956年5月19日—），是一位美國演員，他是美國第38任總統傑拉爾德·福特的兒子。

## 早年生活
福特是前總統杰拉爾德·福特和前第一夫人貝蒂·福特的第三個孩子，也是最小的兒子。他於1974年6月13日從弗吉尼亞州亞歷山大市的T. C. 威廉姆斯高中畢業，當時他的父親擔任副總統，在畢業典禮上發表了畢業致詞。福特之後就讀於猶他州立大學，主修牧場管理。他的哥哥約翰·加德納（傑克）·福特則選擇了林業作為他的專業領域。此後，福特還就讀了波莫納加州州立理工大學和加州理工州立大學。在這些學校裡，他專攻馬學研究。

## 個人生活
福特是密歇根州大急流城杰拉爾德·R·福特基金會的董事會成員。他自稱為"溫和的共和黨人"和"財政保守派"。他承認在20世紀80年代末和90年代初曾經有酗酒問題。儘管他仍然偶爾參與表演任務，但他大部分時間都致力於為慈善組織籌款以及向學生團體演講關於酗酒問題和勵志的演講。
福特從未結過婚。1991年，他宣布與勞拉·卡洛斯訂婚。然而，由於他當時正在戒酒，婚禮計劃最終沒有實現。
1980年2月14日，他在加利福尼亞州提起訴訟，試圖確定自己是否是一個名叫勞倫斯的男孩的合法父親。該男孩於1979年12月16日出生，是喬伊·馬爾肯的父親。他還申請獲得監護權和/或探視權。不久之後，他們達成了一個"完整且友好的解決方案"，具體細節保密。

## 外部連結
- 史蒂文·福特在互联网电影资料库（IMDb）上的資料（英文）
- C-SPAN內的頁面（英文）